# A törvényenkívüli Josey Wales
A törvényenkívüli Josey Wales (eredeti cím: The Outlaw Josey Wales) egy 1976-ban bemutatott amerikai westernfilm, ami az amerikai polgárháború végén játszódik. Josey Wales szerepét Clint Eastwood játszotta és ő rendezte a filmet is.
A forgatókönyvet Philip Kaufman és Sonia Chernus írta, Forrest Carter Gones to Texas című regénye alapján.
Sokan úgy gondolják[pontosabban?] erről a filmről, hogy az egyik legjobb western, amit valaha készítettek.

## Történet
Josey Wales egyszerű farmerként élt családjával, távol a világ folyásától, saját tanyáján. Ám amikor a polgárháború szele végigsöpört Amerikán, Josey-t sem kímélte: családját meggyilkolták, farmját felégették az épphogy átvonuló, válogatás nélkül pusztító csapatok. A békés farmer beállt a környék hírhedt banditái közé, hogy megkeresse azokat, akik tönkretették az életét…

## Szereplők
| Szereplő                   | Színész                 | Magyar hang                 |
| -------------------------- | ----------------------- | --------------------------- |
| Josey Wales                | Clint Eastwood          | Dörner György               |
| Lone Waite                 | Chief Dan George        | Kenderesi Tibor             |
| Laura Lee                  | Sondra Locke            | Roatis Andrea               |
| Terrill kapitány           | Bill McKinney           | Szélyes Imre                |
| Fletcher                   | John Vernon             | Kránitz Lajos               |
| Sarah nagyi                | Paula Trueman           | Kassai Ilona                |
| Kölyök                     | Sam Bottoms             | Minárovits Péter            |
| Holdfény                   | Geraldine Keams         | (eredeti nyelven)           |
| Kuruzsló                   | Woodrow Parfrey         | Botár Endre                 |
| Rose                       | Joyce Jameson           | Czigány Judit               |
| Travis Cobb                | Sheb Wooley             | ?                           |
| Ten Spot                   | Royal Dano              | Pusztai Péter               |
| Kelly                      | Matt Clark              | Sörös Sándor                |
| Chato                      | John Verros             | Kristóf Tibor               |
| Tíz Medve                  | Will Sampson            | Kárpáti Tibor               |
| Sim Carstairs              | William O'Connell       | Csuja Imre                  |
| Útonállók vezetője         | John Quade              | Gruber Hugó                 |
| Lane szenátor              | Frank Schofield         | Breyer László               |
| Boltos                     | Buck Kartalian          | Balázsi Gyula               |
| Abe                        | Len Lesser              | Várkonyi András             |
| Lige                       | Doug McGrath            | Vizy György                 |
| Véres Bill Anderson        | John Russell            | Varga Tamás                 |
| Zukie Limmer               | Charles Tyner           | Beregi Péter                |
| Yoke                       | Bruce M. Fischer        | Dengyel Iván                |
| Al, Yoke társa             | John Mitchum            | Simon György                |
| I. fejvadász               | John Davis Chandler     | Végh Ferenc                 |
| II. fejvadász              | Tom Roy Lowe            | Zágoni Zsolt                |
| I. texasi járőr            | Clay Tanner             | Koncz István                |
| II. texasi járőr           | Robert F. Hoy           | Bácskai János               |
| Hawkins anyó               | Madeleine Taylor Holmes | Báró Anna (dialóg felvétel) |
| Őrmester az uniós seregben | Erik Holland            | Szabó Sipos Barnabás        |
| Útonálló                   | Richard Farnsworth      | Palóczy Frigyes             |
| Josey felesége             | Cissy Wellman           | ?                           |
| Samuel nagypapa            | Faye Hamblin            | ?                           |
| Lemuel                     | Danny Green             | ?                           |
| Josey fia                  | Kyle Eastwood           | ?                           |